# Krn
Krn (2244 mnm) je slovenski dvatisočak in najvišja gora v Krnskem pogorju. 
Krn je vrh v skupini, ki je na skrajnem jugozahodnem koncu Julijskih Alp. Obkrožajo jo doline Soče in njenih pritokov Lepenjice in Tolminke. Na prevalu Prehodci se skupina stika z Bohinjskimi gorami. Pobočja strmo padajo v doline z zelo nizko nadmorsko višino, kar daje videz mogočnosti. Severna pobočja so bolj kamnita in v nižjih predelih pokrita z gozdom, na jugovzhodu pa so travnate strmine, ki so pod grebeni bolj kamnite. Sam Krn ima tudi mogočno zahodno steno, ki je najlepše vidna iz Kobarida ali Drežnice.
Po pobočju Krna so nanizane vasi Krn, Vrsno, Drežnica, Drežniške Ravne, Magozd in druge, nad njimi pa so pašne planine, ki delujejo še danes.
Krnsko jezero, največje slovensko visokogorsko jezero, leži v kotanji med Lemežem in Malim Šmohorjem.
Krnsko pogorje je zanimivo tudi v geološkem smislu. Medledeniška morena na poti iz planine Kuhinja je ena večjih v Alpah, Posebnost je tudi gora Rdeči rob, ki je sestavljena iz starejših kamnin. Majhno Jezero v Lužnici leži v dolini med Škofičem in Leskovškim vrhom.
Ker so se tu odvijali srditi boji na Soški fronti je po pogorju še polno ostankov.
Kot posledica potresov iz let 1998 in 2004 so vidni tudi večji podori, zdrsi blokov in skal.

## Dostopi
Na Krn je speljana množica označenih poti in je med najbolj obiskanimi vrhovi. Je tudi del Slovenske planinske poti.
- Iz Lepene (680 m) mimo Krnskega jezera (1394 m) 4 ure 30 min–5 ur;
- Od Koče na planini Kuhinja (991 m) 3–4 ure;
- S Komne 4 ure 30 min;
- S planine Razor čez pobočje Tolminskega Migovca, planine Dobrenjščice, Prehodcev in Batognice 6–8 ur;
- Iz planine Polog, mimo izvira Tolminke na Prehodce 6 ur;
- Iz Drežnice (554 m) po plezalni poti Silva Korena z direktnim sestopom pri Gomiškovem zavetišču 4 ure 30 min;
- Iz Drežnice (554 m) po lažji poti okoli Kožljaka 5–6 ur;
- Iz Drežnice (554 m) po zahtevni zahodni poti mimo bivaka na Črniku 5 ur;
- Iz planine Zaplèč (1200 m) preko Krnčice 5 ur.

## Razgledi
Zaradi višine je vrh zelo razgleden. Na severu opazimo vrhove Mangrta, Jalovca, Mojstrovk, Prisojnika in Triglava, na vzhodu gorsko verigo Karavank in višje vrhove Kamniško-Savinjskih Alp, na zahodu Stol (1673 m) ter Kanin, na jugu pa sosednji vrh Batognico. S Krna se proti severozahodu razteza slikovit in malo obiskan greben z najvišjim vrhom Krnčica, ki je znan predvsem iz bojev v prvi svetovni vojni.

## Koče
Pod vrhom Krna, na njegovi južni strani, se nahaja Gomiščkovo zavetišče (2182 m), ob njegovem severnem vznožju pa stoji Planinski dom pri Krnskih jezerih (1385 m). Ob najpogostejših izhodiščih se v Lepeni nahaja Dom dr. Klementa Juga in Dom na planini Kuhinja nad Vrsnim.

## Krnsko jezero
Krnsko jezero (tudi Veliko jezero ali Jezero na Polju) je največje slovensko visokogorsko jezero. Jezero je dolgo 390 m, široko 150 m in globoko 17,5 m. Gladina vode niha za približno 2 m, najvišji nivo je v začetku poletja. Je ledeniškega nastanka in leži sredi kraškega sveta (kraško jezero) pod Krnom (2244 m) in Batognico (2164 m), na najožjem delu pa je ukleščeno med Lemež (2042 m), in Mali Šmohor (1939 m). V jezeru je bogato življenje, ki pa je zaradi velikega pritoka hranilnih snovi močno ogroženo. Zanj so posebno velika grožnja kopalci v poletnih dneh. Nedaleč stoji Planinski dom pri Krnskih jezerih.

## Soška fronta
Krn je bil med soško fronto večkrat bojišče in zaželen cilj obeh strani. Italijani so si vrh izbrali kmalu po prihodu v Kobarid, poveljstvo pa so 29. maja 1915 preselili v Drežnico prav zato, ker bi od tam lažje usklajevali napad na Krnsko pogorje. Krn je bil strateškega pomena predvsem zato, ker bi po njegovi zasedbi lažje prodrli v dolino Tolminke, za hrbet avstro-ogrskim silam, ki so se zadrževala na tolminskem mostišču.

### Akcija alpincev in osvojitev vrha
Alpinci (it. alpini), elitna gorska enota italijanske vojske, so 31. maja začeli naskoke na Krn, a so jim avstro-ogrski vojaki preprečili prodor z Lopatnika. 2. junija pa je 85. četa iz planine Zaprikraj zasedla koto 2102 na Krnčici in greben uspešno ubranila do nadaljnjega. 16. junija je s tega grebena bataljon alpincev Susa naskočil vrh Krna, bataljon Exilles pa je napadel s Kožljaka. Branilci so Italijane opazili šele, ko so se jim približali na 50 metrov, zato je bila obramba neuspešna. Alpinci so med topniškim obstreljevanjem napadli avstro-ogrske vojake in po boju na nož osvojili vrh. Več kot 200 obkoljenih Madžarov se je predalo, Italijani pa so tistega dne zajeli 314 branilcev.
Italijani sicer niso izkoristili strateških prednosti, ki jih je ponujal osvojen vrh Krna, so pa Avstrijcem povzročali hude težave in ogromno žrtev. Italijani so v vrh izdolbli kaverne, v katere so postavili topove in mitraljeze. Največ težav jim je povzročala narava, saj je ogromno vojakov umrlo zaradi udara strele. Krn je zato dobil nadimek "Pico delle folgori", oziroma Gora strel. Italijani so v prvih napadih, še preden se je začela prva soška bitka, izgubili več kot 10 tisoč vojakov.

### Zagrizena obramba Krna
Sredi oktobra 1917 je avstro-ogrska 50. divizija napadla odsek od vrha Krna do vasi Dolje. Batognico so uspešno zasedli, vrh Krna pa so alpini branili do zadnjega. Medtem je 3. gorska brigada uspela vkorakati v vas Krn in italijanske vojake pregnali na krnski greben, kjer so avstrijske vojake zadrževali do naslednjega jutra. A za Italijane je bilo takrat že vse izgubljeno, 50. divizija pa je do večera zajela 7000 ujetnikov in 90 topov. 25. oktobra je na Krn prišel IV. bataljon galicijskega 80 pešpolka, 50. divizija pa se je lahko spustila v dolino Soče in pomagala pri pregonu Italijanov iz Posočja.

### Italijansko ime za Krn
Italijani so med osvajanjem slovenskih vrhov tem dali svoja imena. Batognica je tako dobila ime Monte Rosso bodisi zaradi značilnih rdečih krednih kamnin, bodisi zaradi vse prelite krvi, Skutnik pa je zaradi podporočnika Valeria Vallera, ki je padel v napadu na vrh Krna, dobil ime Punta Vallero. Krn so imenovali Monte Nero in sicer zaradi napačnega prevoda. "Krn" so glede na izgovorjavo zapisali kot chrn in sklepali, da to pravzaprav pomeni "črn". Črna barva je v italijanskem jeziku nero.